# Лапчик, Джо
Джозеф Богомил (Джо) Лапчик (англ. Joseph Bohomiel 'Joe' Lapchick; 12 апреля 1900, Йонкерс, Нью-Йорк — 10 августа 1970, Монтиселло, Нью-Йорк) — американский профессиональный баскетболист и баскетбольный тренер, член Зала славы баскетбола с 1966 года. Четырёхкратный чемпион АБЛ в составе команд «Ориджинал Селтикс» и «Кливленд Розенблюмс», как тренер — четырёхкратный победитель Национального пригласительного турнира с командой университета Сент-Джонс, трёхкратный финалист НБА с клубом «Нью-Йорк Никс».

## Игровая карьера
Джозеф Богомил Лапчик родился в 1900 году в пригороде Нью-Йорка Йонкерсе в семье иммигрантов из Восточной Европы. Его мать была родом из России, а отец — из Богемии, где вырос в крестьянской семье. В США Джо Лапчик-старший работал разносчиком, потом шляпником, а в 1913 году стал полицейским. От него сын унаследовал длинные сильные руки, но фигурой пошёл скорее в худощавую мать.
Джо-младший заинтересовался баскетболом, бывшим в то время относительно новым видом спорта, в десять лет, узнав о нём от одноклассников в публичной школе № 20. Свои первые игры он провёл в подвале местной церкви и быстро выделился среди сверстников благодаря высокому росту (к 12 годам его рост уже составлял 190 сантиметров); в то же время именно из-за роста он был неуклюжим и, чтобы преодолеть это, сам себе придумал систему физических упражнений. Первой командой Лапчика стали «Холи Тринити Миджетс», выступавшие за его приходской округ, и он продолжил играть за них даже после того, как его семья переехала в другой район.
По окончании восьмого класса Джо поступил на работу в местную электрическую компанию, где поначалу зарабатывал по 1,5 доллара за десятичасовый рабочий день. В это время на 15-летнего атлета обратил внимание Лу Гордон, торговец спорттоварами и владелец спортклуба «Голливуд». Отыграв некоторое время за «Голливуд», Лапчик начал одновременно выступать за ещё один йонкерсский клуб — «Бантамс». В 1916 году в составе «Бантамс» он впервые начал зарабатывать деньги как игрок — вначале по три доллара за игру, а позже в отдельных матчах до 18 долларов, но работу на заводе не бросил. В межсезонье он занимался ещё и бейсболом, выступая за Федеральный сахарный завод.
В 18 лет Лапчик перешёл в нью-йоркскую команду «Уэрлвиндс», где стал получать фиксированную ставку по 7 долларов за игру, что соответствовало его недельной зарплате на заводе. Будучи к этому моменту одним из самых высоко котировавшихся игроков, Джо совершил ещё несколько переходов из клуба в клуб, каждый раз договариваясь о более высокой оплате. В 1919 году он получал на заводе 15 долларов в неделю как подмастерье, а на баскетбольной площадке — по десять долларов за матч, проводя четыре-пять игр в неделю. В 19-летнем возрасте он попеременно играл за «Холиок Редс», «Скенектади Дорпианс», «Уэрлвиндс» и «Трой Троджанс», а также время от времени за свой родной «Голливуд». Следующей остановкой в его карьере стала команда «Бруклин Визитейшнс», уже платившая юному центровому от 90 до 100 долларов за игру. В это же время ему предложила профессиональный контракт бейсбольная команда «Бруклин Доджерс», но после некоторых колебаний Лапчик всё же выбрал баскетбол. В сезоне 1921/1922 он выиграл с «Холиок Редс» чемпионат Междуштатной баскетбольной лиги.
В 1923 году Лапчик присоединился к одной из ведущих гастрольных команд США — «Ориджинал Селтикс», зарабатывавшей показательными выступлениями против местных сборных во всех концах страны, демонстрируя изобретательный, быстрый, передовой для своего времени баскетбол. В свой второй сезон с «Селтикс» он уже был их основным центровым и заработал за год больше десяти тысяч долларов. Со временем Лапчик стал лицом этой команды и одним из её ведущих игроков, наряду с Нэтом Холманом и разыгрывающим Датчем Денертом.
Гастрольные выступления «Селтикс» продолжались до 1926 года, но они были настолько лучше большинства соперников, что с ними стали отказываться играть. Тогда команда присоединилась к созданной за год до этого Американской баскетбольной лиге (АБЛ). Во второй половине сезона 1926/1927 «Селтикс» были безоговорочными лидерами лиги, завершив её с 19 победами при всего двух поражениях, и в финальной серии обыграли прошлогодних чемпионов «Кливленд Розенблюмс», отобрав у них титул. В сезоне 1927/1928 «Селтикс» снова доминировали в лиге, окончив сезон с балансом встреч 49-9 и вторично выиграл финал.
После этого, однако, у команды наступили тяжёлые финансовые времена, что было связано с потерей спонсора. Несколько ведущих игроков, включая Лапчика, перешли из «Селтикс» в «Кливленд Розенблюмс», выиграв с этой командой ещё два чемпионских звания в АБЛ. Весной 1931 года Джо женился на Бобби Сарубби, дочери владельца строительной компании. В 1932 году у пары родился сын Джозеф Дональд — первый из трёх их детей (средняя дочь Барбара родилась вскоре после него, а младший брат Ричард — в середине 1940-х годов).
С началом Великой депрессии «Розенблюмс», так же, как перед этим «Селтикс», распались. На короткое время Лапчик присоединился к команде из Толидо (штат Огайо), тоже игравшей в АБЛ, но затем вместе с другими бывшими игроками «Селтикс» снова начал гастрольные выступления, пользуясь популярностью старого имени команды. Он был менеджером «Селтикс», каждый год находившихся в разъездах с ноября по апрель, но продолжал играть до 1936 года.

## Тренерская карьера
В начале 1936 года состояние здоровья Лапчика ухудшилось настолько, что он уже не мог продолжать зарабатывать на жизнь активными выступлениями. По совету бывшего товарища по команде Нэта Холмана, ставшего университетским тренером, он принял предложение также занять пост тренера баскетбольной и бейсбольной сборных бруклинского университета Сент-Джонс. Его зарплата в новой роли составляла 2500 долларов в год. Через некоторое время Лапчик, отказавшись от обычных методов тренировок, стал обучать свою команду приёмам, памятным ему по выступлениям за «Селтикс».
В середине 1930-х годов университетский баскетбол был популярней профессионального, и матчи студенческих команд собирали полные залы в Madison Square Garden. На этом фоне Лапчик постепенно вывел команду университета Сент-Джонс, известную как «Редмен», в число лидеров студенческого баскетбола в США, в 1939 году впервые получив с ней право на участие в Национальном пригласительном турнире; в следующие восемь лет его подопечные участвовали в этом турнире ещё шесть раз. Известность его команды принесла новую славу и самому Лапчику.
Проиграв в 1939 году в полуфинале Национального пригласительного турнира, Лапчик и Редмен позже выиграли этот турнир дважды подряд (в 1943 и 1944 годах). В 1946 году президент профессионального клуба «Нью-Йорк Никербокерс» Нед Айриш предложил ему занять пост тренера в этой команде, и Лапчик, «старый профессионал в душе», принял это предложение, отказавшись от 12-тысячного контракта с университетом Сент-Джонс. Он оставался тренером «Никс» 12 сезонов, в 1950 году подписав контракт с первым чернокожим игроком в НБА — Нэтом Клифтоном. После этого «Никс» и Лапчик трижды подряд — с 1951 по 1953 год — побывали в финале плей-офф НБА. Однако чемпионом НБА Лапчику стать так и не удалось, и после сезона 1956/1957 он вторично покинул профессиональный баскетбол, жалуясь на «плохое здоровье и слишком много бессонных ночей». Во время работы тренером «Никс» Лапчик также трижды тренировал сборную Востока в матчах всех звёзд НБА, в том числе в самом первом таком матче, где его подопечные добились победы.
Всего через месяц после расставания с НБА Лапчик вторично присоединился к баскетбольной сборной университета Сент-Джонс. В первый же сезон после возвращения ему пришлось иметь дело с умышленной сдачей игр двумя ведущими игроками команды Майком Паренти и Биллом Кристалом. Тренер предпочёл спустить это дело на тормозах, но в 1961 году суд признал Паренти и Кристала виновными. Тем не менее к Лапчику грязь не пристала, и он сохранил за собой пост тренера. За следующие восемь лет Лапчик и «Редмен» ещё дважды выиграли Национальный пригласительный турнир — в 1959 и 1965 годах, установив рекорд этого соревнования по числу завоёванных титулов. Лапчик ушёл на пенсию после победного сезона 1964/1965, так как завершение тренерской карьеры в 65 лет в те годы было обязательным. Последней игрой в его тренерской карьере стал матч всех звёзд NCAA, в котором Лапчик, как и прежде в НБА, возглавлял сборную Востока. За годы его работы с командой университета Сент-Джонс она выиграла 72 % своих матчей (334 из 464).
После ухода на пенсию с поста тренера Лапчик продолжал работать как координатор в кантри-клабе «Катчерс» в Монтиселло (штат Нью-Йорк). В 1966 году его имя было включено в Зал славы баскетбола, а в 1970 году он скончался. В 2014 году в университете Сент-Джонс ему был установлен памятник.